# Малое Бутырино
Малое Бутырино — солёное озеро, расположенное на востоке Частоозерского района Курганской области, в бессточной области Тобол-Ишимского междуречья, является частью Частоозерского государственного природного зоологического заказника.

## Общие сведения
Площадь озера составляет 5,1 км². Высота над уровнем моря — 129 м. Длина озера 3 км, ширина в центральной части достигает 2,7 км при средней ширине 1,7 км. Объём воды составляет 0,0109 км³. Средняя глубина озера 2 м, максимальная — 3,8 м.

## Описание
Водоём имеет округлую форму, береговая линия слабо изрезана. Отделено от озера Большое Бутырино дамбой. Питание — вешние воды и осадки. Берега низменные, местами заболоченные, с быстрым набором глубины. На восточном берегу находится село Бутырино. Острова отсутствуют, значительных притоков не имеется.
В озере обитают гольян, ротан, карась, окунь, сазан.
Код водного объекта: 14010300211115300023909.